# Fe, Fi, Fo, Fum und Phooey
Fe, Fi, Fo, Fum und Phooey sind die Spitznamen von fünf Kleinen Taschenmäusen (Perognathus longimembris), die 1972 mit der Apollo-17-Mission 75-mal den Mond umkreisten.

## Namen
Die NASA gab den Mäusen die Identifikationsnummern A3326, A3400, A3305, A3356 und A3352; ihre Spitznamen Fe, Fi, Fo, Fum und Phooey wurden von der Apollo-17-Besatzung, Eugene Cernan, Harrison Schmitt und Ronald Evans, vergeben. Sie stammten aus dem Märchen Jack and the Beanstalk.

## Missionsverlauf

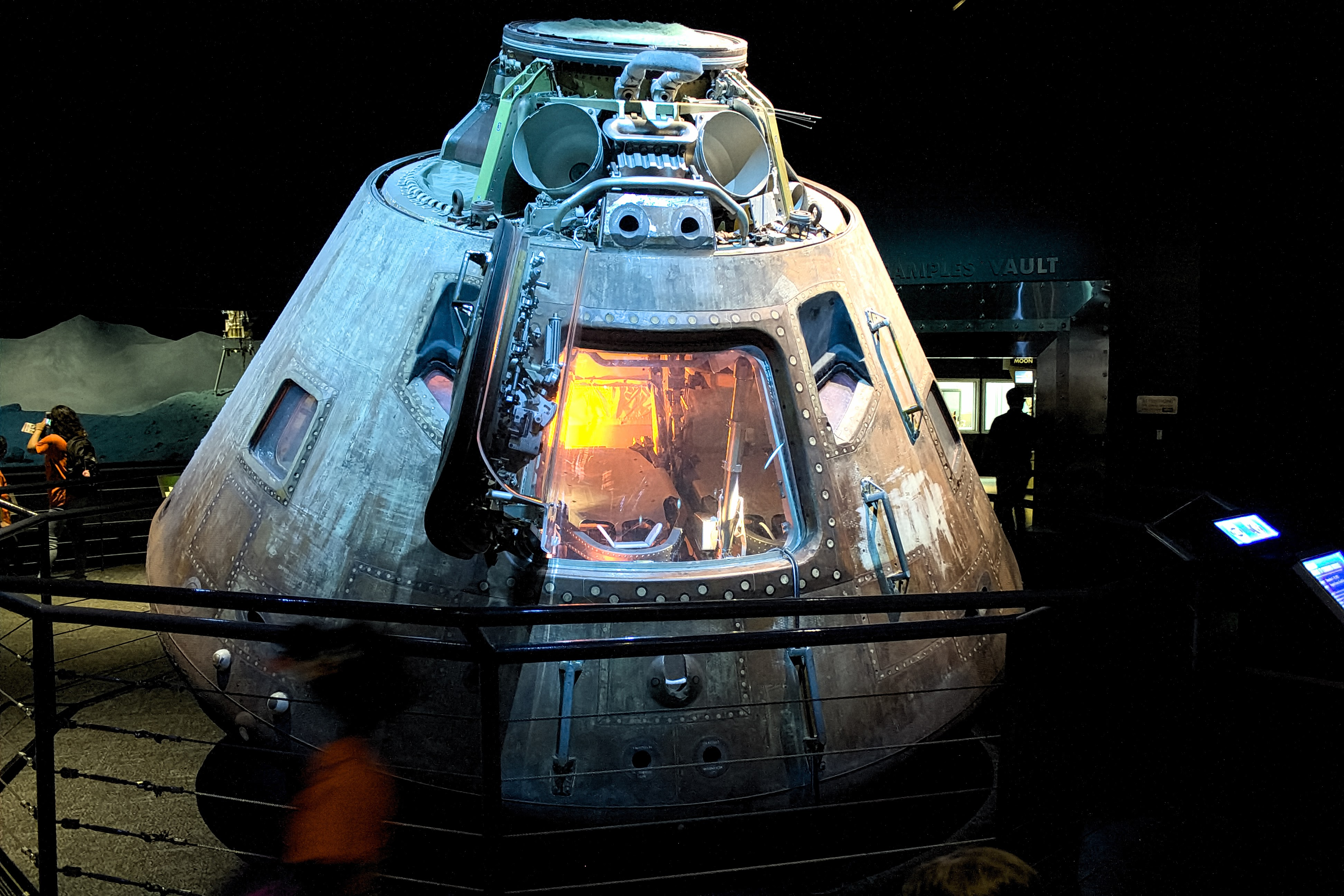
Das Kommandomodul von Apollo 17, ausgestellt im Lyndon B. Johnson Space Center in Houston

Apollo 17 startete am 7. Dezember 1972 und kehrte am 19. Dezember zur Erde zurück. Während dieses Flugs umkreiste das Apollo-Kommandomodul, in dem sich Ronald Evans und die fünf Mäuse befanden, den Mond sechs Tage und vier Stunden lang, während Eugene Cernan und Harrison Schmitt die letzten Mondausflüge des Apollo-Programms durchführten.
Evans und die fünf Mäuse teilen sich zwei Weltraumflugrekorde: Die längste Zeit, die Lebewesen in einer Mondumlaufbahn verbrachten (147 Stunden und 43 Minuten), und die meisten (75) Mondumrundungen.

## Strahlungsexperiment
Die Mäuse waren Teil des Experiments „Biocore“, bei dem die Wirkung kosmischer Strahlung auf Lebewesen untersucht werden sollte. Die Spezies der Taschenmäuse war dafür ausgewählt worden, weil sie gut dokumentierte biologische Reaktionen aufwies. Zu den Vorteilen dieser Spezies zählen auch ihre geringe Größe, ihre einfache Haltung in isoliertem Zustand (die Tiere benötigten während der erwarteten Dauer der Mission kein Trinkwasser und Taschenmäuse produzieren nur hoch konzentrierte Ausscheidungen) und ihre erwiesene Fähigkeit, Umweltbelastungen zu widerstehen. Eine der Mäuse (A3352) starb während der Reise aus unbekanntem Grund; die vier anderen wurden nach der Rückkehr getötet und seziert, um biologische Informationen zu erhalten.
Den Mäusen waren Strahlungsmessgeräte unter die Kopfhaut implantiert worden, um herauszufinden, ob sie durch die kosmische Strahlung Schaden nehmen würden. Nach ihrer Rückkehr zur Erde wurden die vier noch lebenden Mäuse getötet und seziert. Obwohl Läsionen in Kopfhaut und Leber festgestellt wurden, schienen sie keine gemeinsame Ursache zu haben und man nahm nicht an, dass sie durch kosmische Strahlung entstanden waren. Es wurden keine Schäden in der Netzhaut oder den Eingeweiden der Mäuse gefunden. Zum Zeitpunkt der Veröffentlichung des vorläufigen Wissenschaftsberichts von Apollo 17 waren die Gehirne der Tiere noch nicht untersucht worden, nachfolgende Studien zeigten jedoch keinen signifikanten Einfluss des Raumflugs auf die Gehirne der Mäuse.